# 소진하
소진하(蘇鎭夏, 1889년 3월 ~ ?)는 일제강점기의 지방행정 관료이다

## 생애
경상북도 칠곡군 출신이다. 한일 병합 조약이 체결되던 해인 1910년에 관립한성사범학교 속성과를 졸업하고 경성공립보통학교 부훈도가 되면서 교육계에서 이력을 시작하였다.
1912년에 인동공립보통학교 훈도로 옮긴 뒤 판임문관시험에 합격하여 조선총독부 관리로 전직했다. 1913년 김천헌병대 통역생을 거쳐 1914년에 경상북도 청도군 서기, 1915년에 달성군 서기로 발령받았고, 1919년부터는 경상북도 재무부 세무과에서 근무했다.
1929년에 총독부 군수로 승진하여 경북 청송군과 예천군 군수를 지냈다. 예천군수로 재직 중이던 1935년에 총독부가 편찬한 《조선공로자명감》에 조선인 공로자 353명 중 한 명으로 수록되었다. 총독부가 시정 25주년을 기념하여 표창한 표창자 명단에도 들어 있다. 1936년을 기준으로 정7위 훈6등에 서위되어 있었다.
2008년 발표된 민족문제연구소의 친일인명사전 수록예정자 명단 중 관료 부문에 포함되었다. 이 명단에는 경찰 간부와 지방 군수를 지낸 동생 소진은도 들어 있다.

## 같이 보기
- 소진은

## 참고자료
- 소진하(蘇鎭夏) - 국사편찬위원회